# Mahnweg
Der Mahnweg beschreibt die einzuleitenden Schritte bis zum Erhalt einer fälligen Forderung aus einem Waren- oder Dienstleistungsgeschäft. Der Mahnweg wird unternehmensspezifisch individuell festgelegt und umfasst in der Regel:
1. Mahnung (Zahlungserinnerung)
2. Mahnung (Mahnung mit Verzugszinsen)
3. Mahnung (letzte Mahnung mit Verzugszinsen)

Die Festlegung eines Mahnwegs einschließlich der Zeiträume für jede Stufe des Mahnwegs (z. B. 10 Tage) ist für die Liquidität eines Unternehmens oder einer Organisation von Bedeutung, um Außenstände möglichst schnell zu beseitigen. Jedem Tag eines fälligen Zahlungsbetrags stehen Zinsschäden gegenüber. Deshalb werden Verzugszinsen berechnet.
Nach fruchtlosem betrieblichem Mahnverfahren wird dann in der Regel das gerichtliche Mahnverfahren durch Ausfertigung eines Mahnbescheids bzw. Zahlungsklage eingeleitet.